# Torreya californica
Espèce
Statut de conservation UICN

 VU A1cd : Vulnérable
Torreya californica, ou Muscadier de Californie, est une espèce de plantes de la famille des Taxaceae, appartenant au genre Torreya. C'est un arbre originaire de Californie. Le nom Torreya doit son origine au botaniste américain John Torrey.

## Aire de répartition
Torreya californica se trouve en Californie dont l'aire est restreinte sur les versants Ouest de la Sierra Nevada et à la région côtière centrale, jusqu'à 1.800 m d'altitude. Introduit en Europe en 1851 on le trouve dans certains jardins botaniques. Des exemplaires se trouvent dans le Jardin botanique de Metz, au parc Oberthür de Rennes et à l’arboretum de la Vallée aux loups à Châtenay-Malabry.

## Description

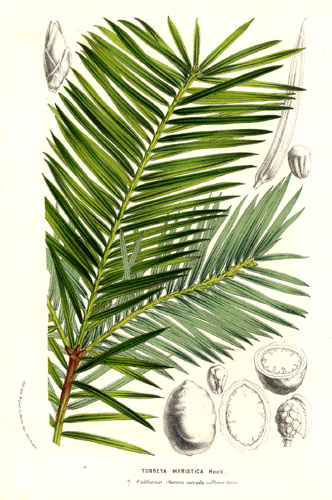
Feuillage et fruits, planche de Flore des serres et des jardins de l'Europe, vol. IX (1854)

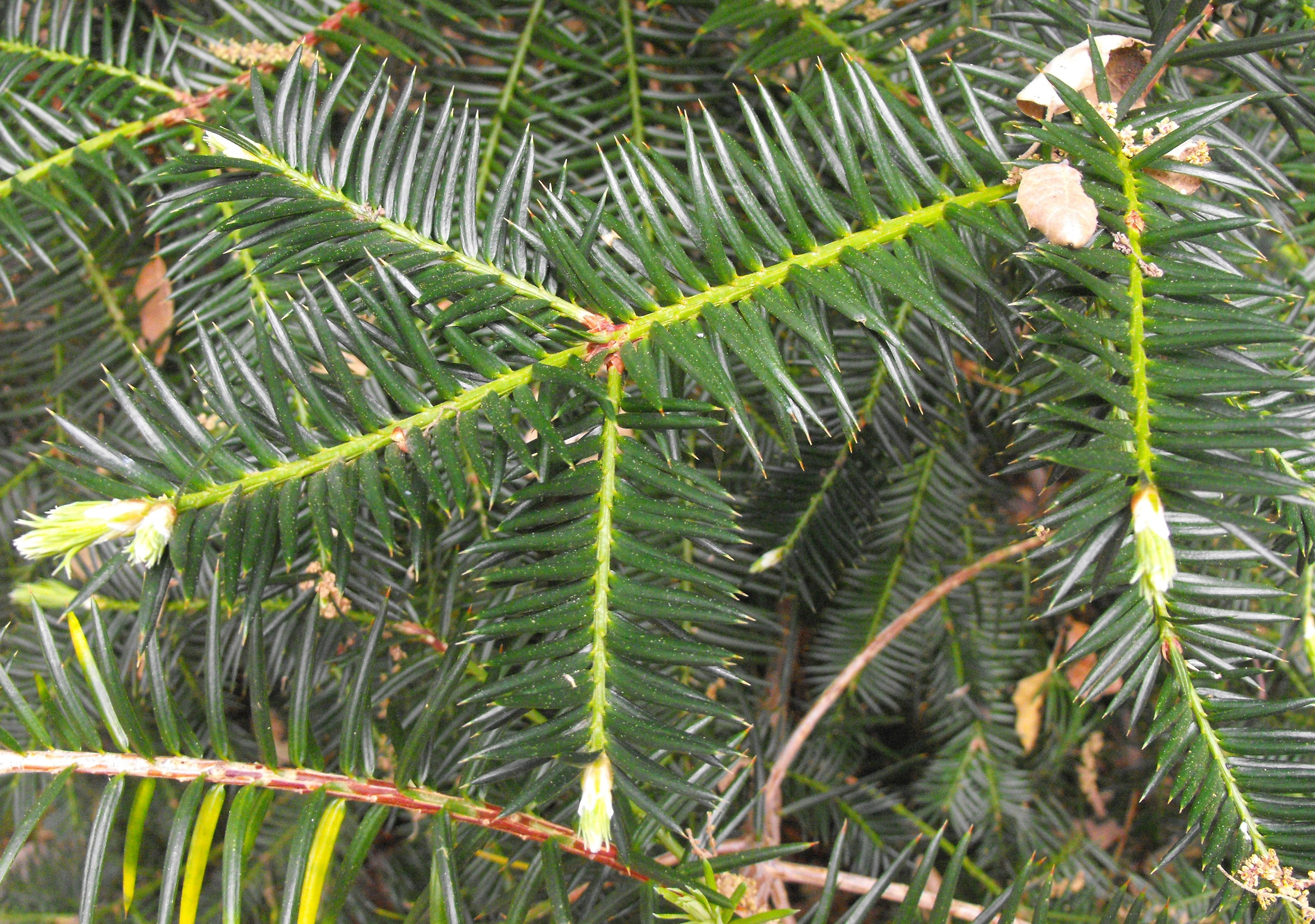
Feuillage de Torreya californica.

Cet arbre à feuillage persistant atteint plus de 20 m. L'espèce est dioïque. Les cônes mâles, de 0,8 cm de long environ, virent au jaune et libèrent leur pollen en juin. Les organes femelles, sur des sujets séparés, sont minuscules et verts à la base des nouvelles pousses. Le faux-fruit, de 3,7 cm de long environ, est vert et luisant à rayures pourpres et contient une grosse graine brune.
Les feuilles sont vert-jaunâtre foncé dessus, à deux bandes blanchâtres dessous, se terminant par une forte épine.

### Confusions possibles
- Le Muscadier du Japon, Torreya nucifera, a un port plus compact que T. californica (environ 15 m de haut) et ses feuilles plus courtes sont d'un vert plus foncé, à odeur de mandarine, la noix renferme une huile utilisée en cuisine au Japon.
- Céphalotaxus sp.

## Synonyme
- Torreya myristica Hook.